# Objection Overruled
Objection Overruled è il nono album in studio pubblicato dalla band heavy metal tedesca Accept nel 1993. Il disco segna il ritorno alla voce di Udo Dirkschneider ed è considerato come fra i lavori più rappresentativi della band.

## Tracce
1. Objection Overruled – 3:38
2. I Don't Wanna Be Like You – 4:19
3. Protectors of Terror – 4:03
4. Slaves to Metal – 4:37
5. All Or Nothing – 4:32
6. Bulletproof – 5:05
7. Amamos La Vida – 4:39
8. Sick, Dirty and Mean – 4:33
9. Donation – 4:48
10. Just By My Own – 3:29
11. This One's for You – 4:10

## Formazione
- Udo Dirkschneider: voce
- Wolf Hoffmann: chitarra
- Peter Baltes: basso
- Stefan Kaufmann: batteria